# Ludeca van Mercia
Ludeca  was van 826 tot 827 koning van Mercia.

## Context
Na de opstand van de leiders van het land werd koning Ceolwulf I van Mercia in 823 afgezet en vervangen door Beornwulf. Lang duurde zijn heerschappij niet, in 826 verloor hij de slag bij Ellendun tegen Egbert van Wessex. Zijn rechterhand Ludeca volgde hem op.
Koning Æthelstan van East Anglia kreeg de toelating van Egbert van Wessex om tegen hem op te trekken, die hem in 827 versloeg. Hij werd opgevolgd door Wiglaf.